# Sergej Aleksandrovič Goleniščev-Kutuzov
Il conte Sergej Aleksandrovič Goleniščev-Kutuzov, (in russo: Голенищев-Кутузов, Сергей Александрович) (San Pietroburgo, 4 luglio 1885 – Houston, 12 novembre 1950), è stato un ufficiale russo.

## Biografia
Era il secondo figlio di Aleksandr Vasil'evič Goleniščev-Kutuzov e di sua moglie, la principessa Vera Sergeevna Obolenskaja.

## Carriera
Il 22 aprile 1905 entrò a far parte del reggimento di Cavalleria. Dal 1906 al 1907 servì con l'Ambasciata russa a Roma. Nel 1908 si ritirò. Nel 1914 fu eletto maresciallo della nobiltà, carica che mantenne fino alla rivoluzione di febbraio.
Durante la guerra civile fece parte dell'Armata Bianca. Dalla fine del 1918 al febbraio 1920 fu il capo del distretto di Jalta.
Nell'agosto 1920 andò in esilio in Francia. Visse a Parigi, dove si dedicò in attività commerciali. Dal 1922 lavorò come impiegato nella casa di moda di Coco Chanel. Nel 1940 si trasferì negli Stati Uniti. 

## Matrimonio
Nel 1908 sposò la contessa Marija Aleksandrovna Černševa-Bezobrazova (1889-1960), figlia del conte Aleksandr Fëdorovič Černšev-Bezobrazov. Il matrimonio finì con un divorzio. Ebbero due figlie:
- Sof'ja Sergeevna (1909-1995), duchessa Trubeskaja.
- Marina Sergeevna (1912-1969), sposò in prime nozze Dmitrij Aleksandrovič Romanov e in seconde nozze de Nefvill.

## Morte
Morì il 12 novembre 1950 a Houston.